# كنيسة السيدة العذراء مريم (حلب)
كنيسة السيدة العذراء مريم بحلب هي كنيسة رسولية أرمنية تقع في منطقة السليمانية في حلب بسوريا. تعمل الكنيسة منذ انشاءها في 1 مايو 1983على يد كاريكين الثاني.

## خلفية
تعتبر كنيسة العذراء مريم امتدادًا لكنيسة السيدة العذراء التاريخية في حي الجديدة المسيحي القديم، والتي تم افتتاحها عام 1429م، واستمرت حتى بدايات القرن العشرين داخل فناء كاتدرائية الأربعين شهيدًا في حلب، والتي تحولت إلى مكتبة، ومؤخراً إلى متحف الزارهيان عام 1991م.

## تاريخ

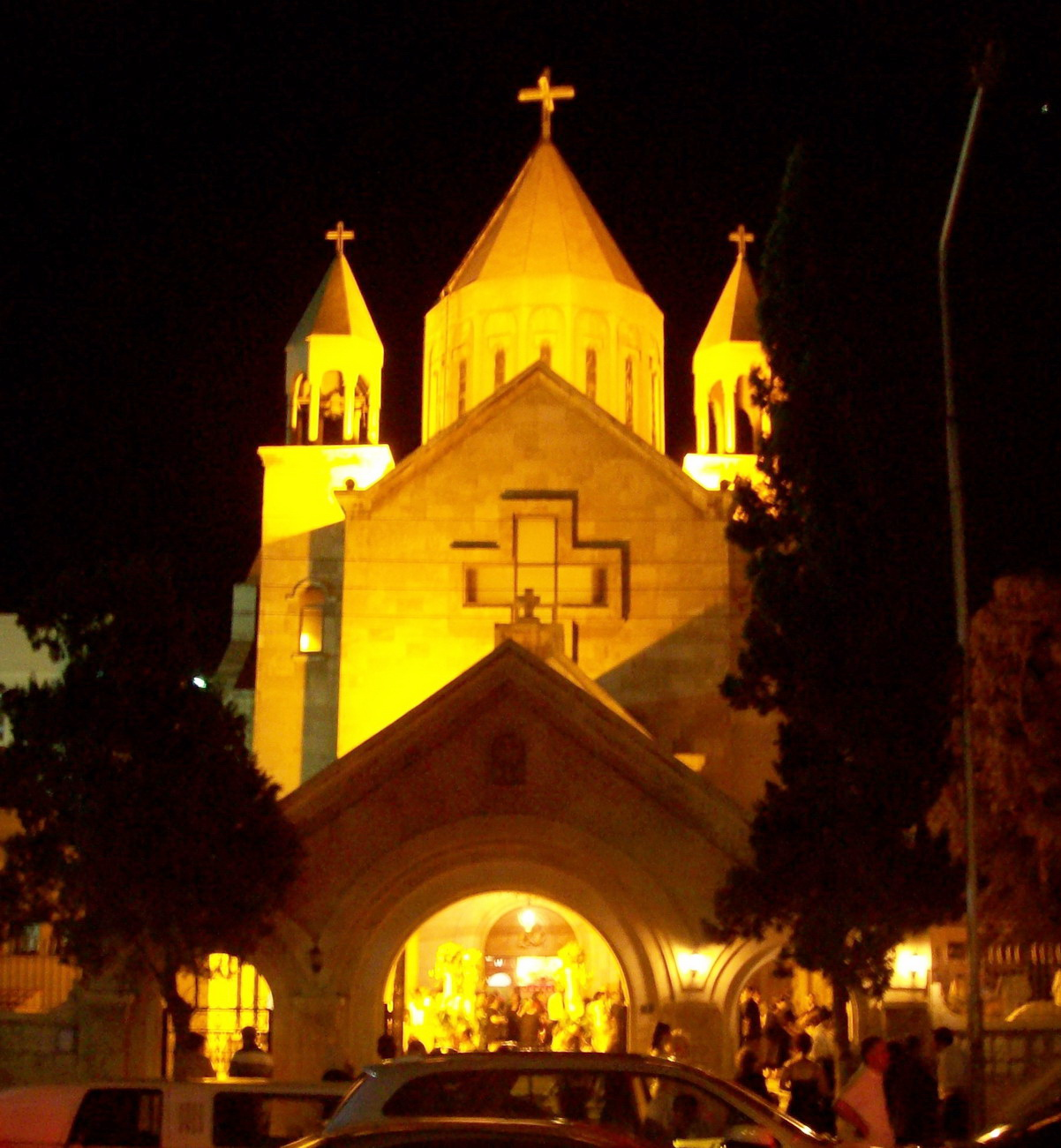
الكنيسة في الليل

بسبب عدم وجود كنيسة لخدمة الجالية الأرمنية الكبيرة في منطقة السليمانية في حلب، نشأت فكرة بناء كنيسة جديدة، والتي اكتمل انشاءها بتبرعات المتبرعين الأرمن، لا سيما أولئك الذين تعود جذورهم إلى مدينة غازي عنتاب، وجهود الأب الروحي للأرمن في حلب زارماير هندويان.
أُقيمت مراسم المباركة في 10 سبتمبر 1972 بحضور خورن الأول، خلال فترة الأسقف داتيف سركيسيان. انتهت أعمال البناء بالكامل في عام 1982. وأُقيم حفل التكريس في 1 مايو 1983 تحت رعاية كاريكين الثاني.
تلعب الكنيسة في الوقت الحاضر دورًا كبيرًا في حياة أرمن حلب. وعادةً ما تزدحم بالمؤمنين خلال قداس الأحد المنتظم.
افتتحت الكنيسة قاعة كبيرة في عام 1987 مع مسرح في الطابق السفلي. وتستخدم القاعة للاجتماعات الثقافية والحفلات الموسيقية والندوات والاحتفالات.
نُصب في عام 1993 تذكار خاشكار لسركيس بالمانوجيان في الجانب الأيمن من المدخل الرئيسي للكنيسة لإحياء ذكرى ضحايا الإبادة الجماعية للأرمن. وجُددت الكنيسة بالكامل في عام 1998.

## معرض صور

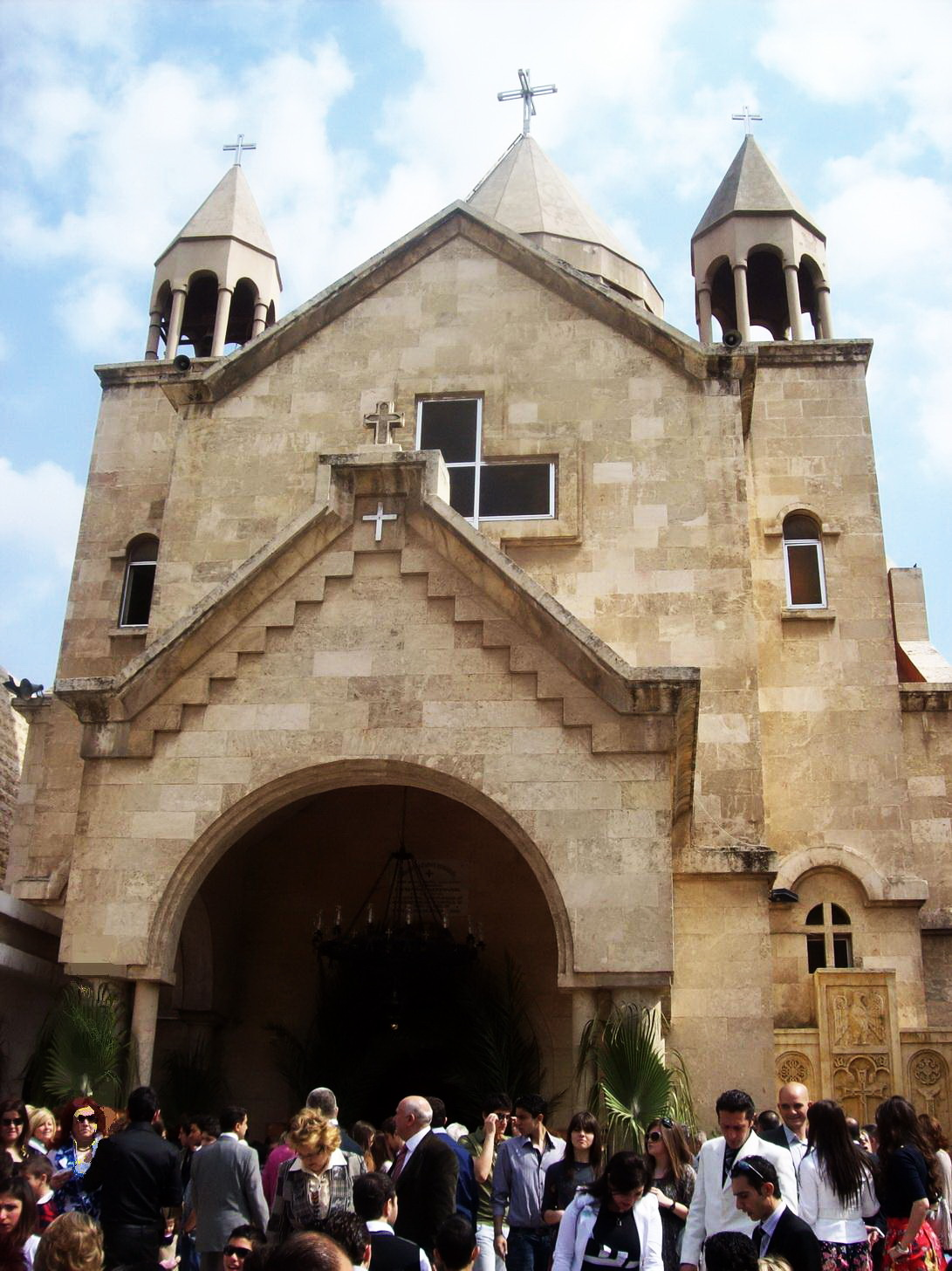
خلال أحد الشعانين
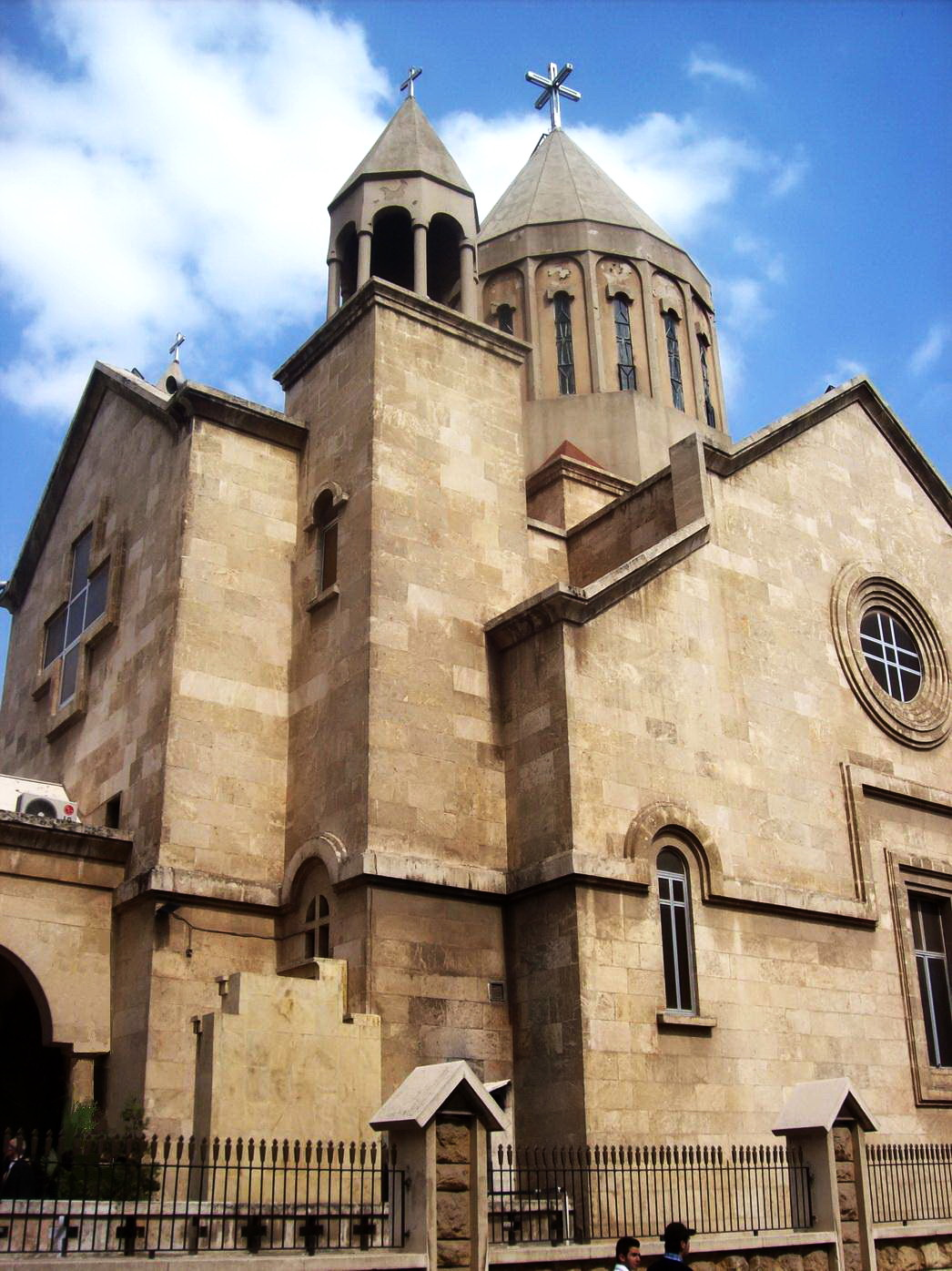
رؤية جانبية
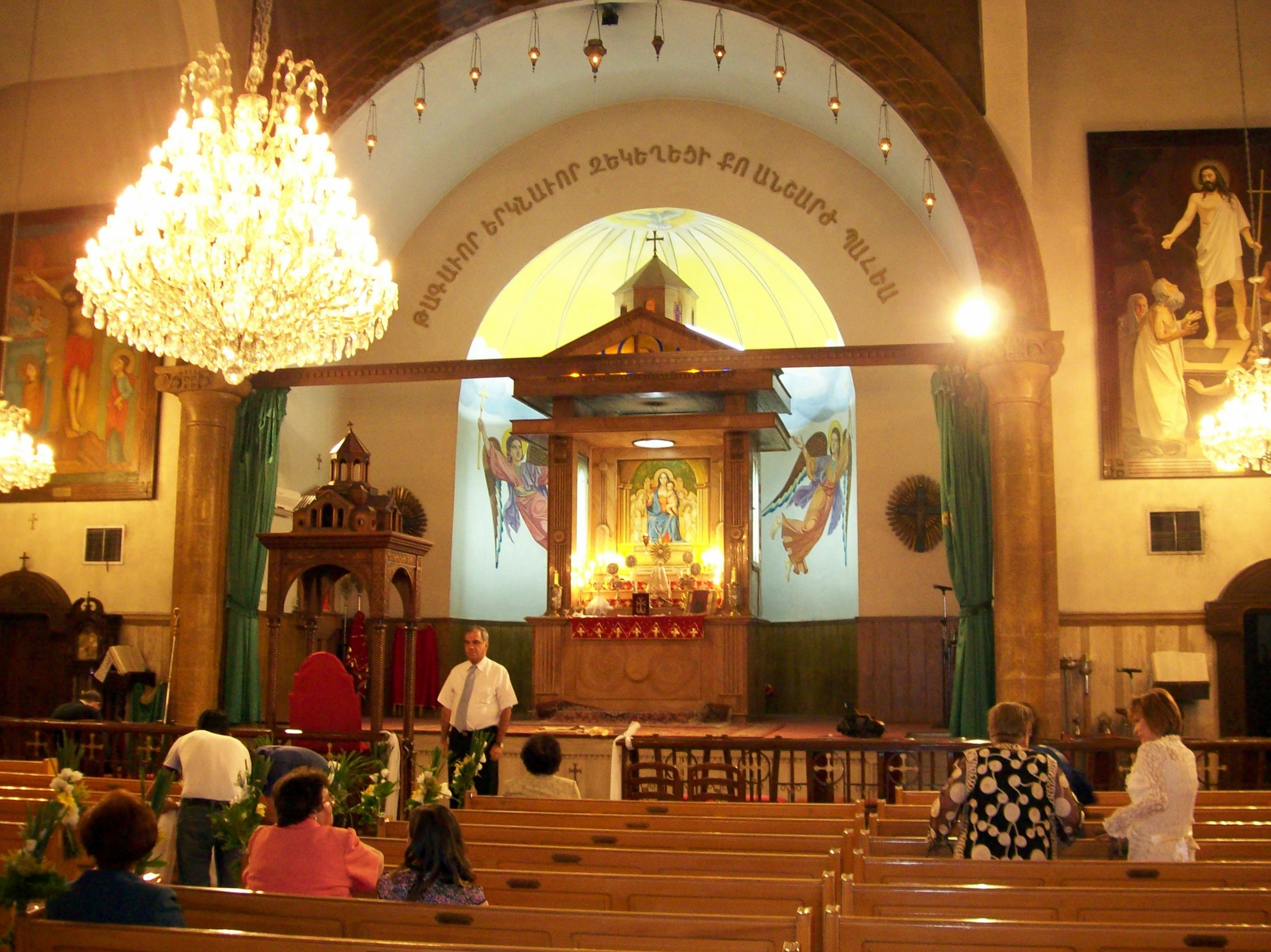
المذبح
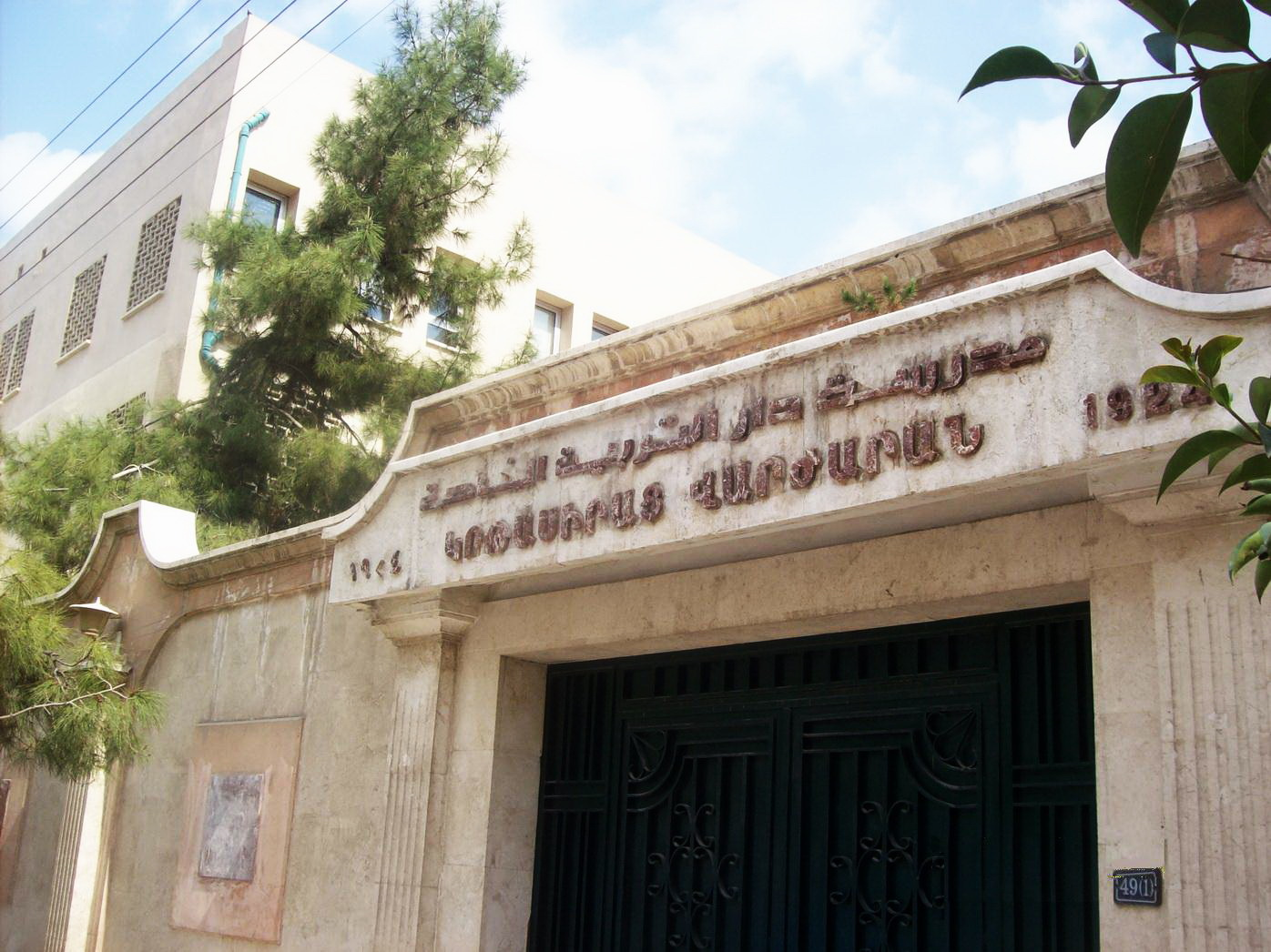
مدرسة جيرتسيراتس الثانوية في مجمع الكنيسة.

## روابط خارجية
- الموقع الرسمي لكاثوليكوسية قيليقية للأرمن نسخة محفوظة 27 سبتمبر 2020 على موقع واي باك مشين.
- الطائفة الأرمنية في بيرية (حلب ، سوريا)

قالب:Contemporary Armenian Churches